# Fernando Estimé
Pour les articles homonymes, voir Fernando et Estime.
Fernando Estimé est un politologue, diplomate animateur de médias et influenceur haïtien, né aux Gonaïves, département de l'Artibonite en Haiti.

## Biographie
Fernando Estimé est diplômé en Sciences Politique de l'INAGHEI. Il est également spécialiste en diplomatie économique et politique commerciale. Depuis 2012, il est directeur de recherche à la LIDGA. Estimé a une formation en sécurité internationale liée à la non-prolifération et au désarmement nucléaire de l'Instituto Matias Romero de Estudios Diplomaticos du SRE du Mexique.

### Carrière politique et diplomatique
Fernando Estimé a été fonctionnaire du ministère du Commerce et de l’Industrie et a été aussi porte-parole du ministère des Affaires étrangères d’Haïti de novembre 2014 à octobre 2015. Il a travaillé comme consultant pour le compte de différentes institutions haïtiennes et étrangères. Fernando Estimé est le Chairman du Holding familial ESTIME Group et Vice Président de ESTIMÉ Properties. Il a été également professeur au Centre d'études diplomatiques et internationales (CEDI) à Port-au-Prince.
En 2018, contacté par La Presse sur la phénomène migratoire d'Haïti, il a relaté « qu'il n'est pas étonnant d'avoir vu plusieurs migrants haïtiens entrer illégalement au Canada depuis l'été dernier. Les bénéficiaires du statut temporaire sont prêts à miser gros pour éviter leur retour en Haïti ».

### influenceur et animateurs de médias
Il a présenté les émissions Sans Frontières et Espace International, sur la Radio Télévision Caraïbes, Chaîne 22 (RTVC), ainsi que sur les ondes de la Radio Télévision Espace 94.1 FM, ayant pour but de démocratiser les relations internationales en Haïti, à travers "des analyses pointues avec pour base la diffusion d’une nouvelle appréhension de la politique internationale". Il a ensuite créé et animé, la rubrique télévisuelle « Géofoot », RTVC lors de la dernière Coupe du monde de football en 2018. En 2021 il a atteint la barre d'un million d’abonnés sur Facebook,. Selon le quotidien le nouvelliste, "Fernando Estimé est l’une des personnalités publiques les plus suivies sur Facebook en Haïti".
Fernando Estimé se montre un passionné du sport. Sa présence été très remarquée dans les stades lors de la coupe du monde 2022 au Qatar, avec des maillots et des shorts aux couleurs d’Haïti, il a attiré la curiosité des grands médias en Australie et les réseaux sociaux. Les réalisateurs des différents matchs d’Haïti notamment face au Danemark ont mis le focus sur lui. Il est un supporteur de l'équipe haïtienne, très remarquable dans les rencontres que ce soit au niveau masculin et féminin, arborant les couleurs du drapeau haïtien.
un média en ligne "ANALYSE HAITI" dans une publication titré "Quand le professeur Fernando Estimé dépasse les bornes des frontières" a mis en question les actions de l'influenceur haïtien tenant compte de sa personnalité diplomatique.

## Distinctions
Lors d’une cérémonie organisée le 15 décembre 2021 à Boston, aux États-Unis d’Amérique, il a reçu le prix de «Emerging Minds of Haiti 2018» pour avoir rendu intelligible les relations internationales en Haïti. Ce prix lui a été décerné par l’organisation «Emerging Minds of Haiti» dont le prix porte aussi le nom aux côtés de l’activiste et organisateur communautaire, également journaliste et animatrice de radio, Guerlyne Petit, de l’humoriste Jean Ronald Laplante et du trompettiste Carlot Dorvé. Durant la cérémonie, Fernando Estimé était le premier parmi les récipiendaires à s’adresser sereinement à l’assistance, à travers une causerie tournée autour de la diplomatie. Le consultant en relations internationales, en s’adressant à l’assistance, dans son allocution apporte un message porteur d’une lueur d’espoir et de renouveau,,.
En 2019, une distinction spéciale "Distinguished Conduct" a été décernée à Fernando Estimé qui était invité pour délivrer un message de circonstance dans la soirée de gala de «Fundraising» de l’association «Unissons-nous  Pour l’Avancement de Desdunes» (UPAD).

## Articles Publiés
- Votez ! Je vais voter, mais pour qui?, Le Nouvelliste, paru le 17 novembre 2016.

## Liens Externes
- Sans Frontières, Radio Television Caraibes